# Wolfgang Hempel (Sportjournalist, 1935)
Wolfgang „Wolf“ Hempel (* 10. November 1935 in Berlin) ist ein früherer deutscher Sportjournalist und Sachbuchautor.

## Berufliche Laufbahn
Noch als Teenager startete Hempel seine berufliche Laufbahn beim Deutschen Sportecho im Jahr 1954, für das er bereits seit 1952 als freier Mitarbeiter Artikel zum Fußball in der geteilten Stadt schrieb. Bei der im Ost-Berliner Sportverlag herausgegebenen Sporttageszeitung war er zwischen 1959 und 1972 in der Fußballredaktion, die von 1960 bis 1990 von Horst Friedemann geleitet wurde, tätig. Danach leitete er eine neu gebildete Reportergruppe. Er verließ das in Auflösung begriffene Blatt, das nach der Wende noch Bestandteil der im Zuge der deutschen Wiedervereinigung überarbeiteten fuwo war, im Jahr 1991. Noch im Rentenalter war er als freier Journalist tätig.
Die in der DDR beliebten und begehrten Bücher zu den Fußballwelt- und Europameisterschaften schrieb er zusammen mit seinen Kollegen Friedemann, Günter Simon und dem fuwo-Chefredakteur Klaus Schlegel von Beginn der 1960er- bis Mitte der 1980er-Jahre. Gemeinsam mit Rainer Baumann waren diese Autoren auch am 1965 erschienenen Buch „Im Banne des Balls“ beteiligt, das insbesondere auf das zu diesem Zeitpunkt nach der Teilung des Landes durch die Alliierten in Folge der Kapitulation 1945 bereits zwei Jahrzehnte existierende Fußballgeschehen in Ostdeutschland blickte, aber auch internationale Größen dieses Sports porträtierte.

## Trivia
Mit dem 1927 geborenen Wolfgang Hempel gab es im DDR-Sportjournalismus für ihn einen Namensvetter als Kollegen, wobei der „Doktor“ genannte, fast acht Jahre ältere Hempel aufgrund seiner Tätigkeit für Radio und Fernsehen einen höheren Bekanntheitsgrad aufwies. Um Verwechslungen zu vermeiden, publizierte der Berliner Printjournalist in aller Regel als „Wolf“ Hempel.

## Schriften (Auswahl)
- Im Banne des Balls (mit Horst Friedemann, Günter Simon, Klaus Schlegel und Rainer Baumann). Sportverlag Berlin, Ost-Berlin 1965.
- Fussball – Magnet für Millionen (von Klaus Schlegel und Wolfgang Behrendt). Sportverlag Berlin, Ost-Berlin 1977, Lizenznummer 140 355/46/77 9005. (Mitarbeit an zwei Beiträgen)
- Sparwasser und Mauerblümchen. Die Geschichte des Fußballs in der DDR 1949–1991 (von Herausgeber Horst Friedemann). Klartext, Essen 1991, ISBN 978-3884744628. (Beiträge zu Turbine/Rot-Weiß Erfurt und Motor/CZ Jena)